# 日落巴黎
《爱在日落黄昏时》是一部2004年的美國愛情電影，承接1995年電影《愛在黎明破曉時》，下接2013年電影《情約半生》，是“爱在三部曲”的第二部，三部曲皆由导演理查德·林克莱特执导，而本片的编剧則加入了男女主角伊桑·霍克及朱丽·德尔比。本片入圍了第77届奥斯卡金像奖的奧斯卡最佳改編劇本獎。
《爱在日落黄昏时》在影评人中赢得了广泛的赞誉，被许多出版物列为2000年代的最佳电影之一。

## 剧情
电影的故事发生在九年后的法国巴黎，现年32岁的杰西（伊桑·霍克饰）是一位成功的作家，正在为自己新书的宣传而在巴黎停留。在他的签售会上，塞琳娜（朱莉·德尔佩饰）出现在人群中，赛琳娜是听说了他的新书发表会而前来。当初两人在维也纳的车站分别，约好半年后在维也纳重逢。无奈赛琳娜需奶奶的葬礼，错过了两人当初的约定。9 年后二人的生活发生了翻天覆地的变化，杰西已在美国娶妻生子，赛琳娜成为了一名环保人士，在经历无数感情后找到了一名记者伴侣。
杰西在发布会结束后动身赶回美国。但在这之前，杰西和塞琳娜有90分钟的时间在巴黎的街头漫步。塞琳娜对当初爽约感到无比愧疚，杰西则对此打趣。两人逐渐聊到杰西的新书和他们的一夜情。塞琳娜坚持两人当晚没有发生性关系，杰西则说他连什么牌子的避孕套都记得清。他们聊天的内容从新书到塞琳娜的奶奶，两人的投缘并没有因为时间而冲淡。塞琳娜提议到塞纳河边走走。哪怕离出发去机场的时间只剩十五分钟，杰西依然坚持二人坐上观光船，并让司机在下一站等他们。杰西表示他的新书就是以文字的形式记录着当初两人在维也纳发生的点点滴滴，这也勾起了塞琳娜对那段往事的温柔回忆。杰西表示和妻子结婚的这些年里，二人不过是名分夫妻，当初结婚是因为她怀上了儿子，自己无时无刻不在怀念着塞琳娜。船很快到岸了，杰西不舍塞琳娜，于是提出让司机顺便送她回住处。
在车里，塞琳娜表示杰西的突然出现在她犹如一潭死水的感情中激起了一片涟漪。自从维也纳的一日情后，她承受了浪漫所带来的无尽寂寞，并且表示她早已不再奢望爱情，不再抱有浪漫幻想。塞琳娜提出她不再享受爱情，反而惧怕被爱情所伤害。杰西安抚塞琳娜，表示很高兴塞琳娜没有忘记他，但提出明明她已经把当初的一夜情忘了大半，何来刻骨铭心的浪漫回忆？塞琳娜告诉杰西她当然没忘记两人两次的缠绵，只不过她的内心早已麻木。杰西告诉塞琳娜自己的内心也早已枯竭，和妻子早已名存实亡，和妻子在一起不过是为了给年幼的儿子一个完整的童年。
塞琳娜看到杰西痛苦的样子，想要伸手安抚，但又胆怯的收了回来。
	车到了塞琳娜的家，杰西提出想要听一首塞琳娜写的曲子。但听完歌后，杰西并没有离开的意思，反而开始放妮娜·西蒙的 《Just In Time》，饱含爱意的看着塞琳娜。塞琳娜说你要错过飞机了，杰西则说我知道。全片结束。
电影以两个人在巴黎的漫步为主线，通过对话和情感交流，呈现了两个人之间不同的人生轨迹和他们之间的爱情故事。虽然两个人已经成为不同的人，但他们仍然对彼此有情感的纠结和留恋。9 年后，《爱在午夜降临时》上映，讲述了塞琳娜和杰西的婚后生活。

## 演员
| 角色     | 饰演者             |
| -------- | ------------------ |
| 杰西     | 伊桑·霍克          |
| 赛琳娜   | 朱莉·德尔佩        |
| 书店经理 | 沃纳恩·多切夫      |
| 记者#1   | 路易丝·莱莫·托莱斯 |
| 记者#2   | 罗德菲·保利        |
| 老妇人   | 玛丽安·帕莱斯泰    |

## 故事背景
故事灵感起源于导演理查德·林克莱特年轻时的邂逅。该片为《爱在黎明破晓前》的续作，讲述了男女主在一夜情八年后的邂逅。影片获得了奥斯卡最佳改编剧本提名，实际上并没有原著，而是导演在亲身经历上进行的艺术创作。
电影中的取景地集中在巴黎的4，5，和11区，避开了游客密集的名胜古迹，从而展示了最最真实的巴黎风光。电影一开始的书店，Shakespeare and Company，地址为 37 Rue de la Bucherie 75005 Paris, France，电影中的咖啡厅则叫做 Le Pure Café，地址为 14 Rue Jean Macé 75011 Paris, France。

## 制作团队
导演：理查德·林克莱特（Richard Linklater）
编剧：理查德·林克莱特（Richard Linklater）、伊桑·霍克（Ethan Hawke）、朱莉·德尔佩（Julie Delpy）
制片人：安妮·沃克（Anne Walker）、约翰·西门斯（John Simmons）、理查德·林克莱特（Richard Linklater）
摄影指导：利昂内尔·林克斯（Lionel Lynx）
剪辑师：桑德拉·阿默斯特朗（Sandra Amherstrom）
音乐：乔治·德尔鲁（Georges Delerue）

## 音乐与原声
该电影的音乐原声由音乐家和作曲家乔治·德尔鲁（Georges Delerue）负责，乔治·德尔鲁还负责了前作《爱在黎明破晓前》的音乐创作。
以下是电影《爱在日落黄昏时》中出现的一些音乐曲目：
"An Ocean Apart" - Julie Delpy 歌曲链接：https://www.allmusic.com/song/an-ocean-apart-mt0003605185
"Just In Time" - Nina Simone 歌曲链接：https://www.allmusic.com/song/just-in-time-mt0011906388
"A Waltz For A Night" - Julie Delpy 歌曲链接：https://www.allmusic.com/song/a-waltz-for-a-night-mt0006228349 （页面存档备份，存于）
"Doin' Time" - Sublime 歌曲链接：https://www.allmusic.com/song/doin-time-mt0001713279
"To Be Alone With You" - Sufjan Stevens 歌曲链接：https://www.allmusic.com/song/to-be-alone-with-you-mt0008825126
"This Love Is Over" - Ray LaMontagne 歌曲链接：https://www.allmusic.com/song/this-love-is-over-mt0057478749 （页面存档备份，存于）

## 发表与上映
该电影在不同地区的上映时间与制作公司：
德国：2004年2月10日（柏林电影节）/ Alamode Film
法国：2004年3月24日 / Warner Bros. Pictures
美国：2004年6月25日 / Warner Independent Pictures
英国：2004年7月23日 / Warner Bros. Pictures
加拿大：2004年7月30日 / Warner Bros. Pictures
澳大利亚：2004年9月9日 / Roadshow Films
日本：2004年10月2日 / 松竹
主要制片公司为Warner Independent Pictures，这是华纳兄弟旗下的独立电影公司。

## 评价与荣誉
以下是电影《爱在日落黄昏时》（Before Sunset）在不同平台的评价：
IMDb: 8.0/10，基于15.5万条用户评价
Metacritic: 90/100，基于40条专业评论
Letterboxd: 4.3/5，基于42.4万条用户评价
Google 用户评分：4.6/5，基于27,822条用户评价
豆瓣用户评分：8.9/10，基于54.8万条用户评价
《爱在日落黄昏时》受到评论家们的广泛赞誉。根据172篇评论，该片在影评网站烂番茄上获得了95%的好评，并在Metacritic上获得了90/100的分数，表现为“普遍好评”。该片出现在28位影评人的2004年十佳电影榜单上，并在Metacritic的十年间（2000-2009年）最受好评电影榜单上排名第27。
美国影评人罗杰·埃伯特将这部电影与第一部《日出之前》作了比较，他写道：“《日出之前》是一个对杰出对白的魅力的非凡庆祝。但《日落之前》甚至比前作更好，也许是因为角色更成熟也更聪明，也许是因为他们有了更多的东西可以失去（或是得到），也许是因为霍克和德尔比两人自己写下了对白。”
这部电影在各个平台上都获得了积极的评价。观众们和评论家们都高度赞赏了影片的剧本、情节，演员表现能力和导演理查德·林克莱特的执导能力。总而言之，这是一部精彩的浪漫电影，深情而又细腻。“你没有如约而至，这正是离别的意义。你无声站在那里，这正是回忆的意义。”真实时间的设定给予《爱在落日黄昏时》一种形式上的严谨与戏剧上的张力，本片最突出地展现了导演林克莱特电影中的那种自发性。
第77届奥斯卡金像奖  (2005)
最佳改编剧本(提名)：伊桑·霍克（Ethan Hawke） / 理查德·林克莱特（Richard Linklater） / 朱莉·德尔佩（Julie Delpy） / 金·克里桑（Kim Klisan）
第54届柏林国际电影节  (2004)
主竞赛单元 金熊奖(提名)：理查德·林克莱特（Richard Linklater）

## 有趣事件
电影中有个情节是在塞纳河的船上，杰西讲了一个关于巴黎圣母院的故事。占领巴黎的德国人在撤退时在巴黎圣母院安放了很多炸弹，他们不得不留下一个士兵来按下引爆按钮。他坐在那里，对巴黎圣母院的美丽感到敬畏，不忍心摧毁这样一座美丽的建筑，但是这个故事的真实性无法得到证实。赛琳娜在最后问了杰西一句话：你相信巴黎圣母院有一天会消失吗？
在2019年4月15日，巴黎圣母院发生了重大火灾，屋顶尖塔与主体木结构屋梁被烧毁，大火直到凌晨才被扑灭，好在圣母院内的重要文物都完好无损并得到及时地转移。当时圣母院正在进行修缮工作，电线短路或许是造成这次火灾的主要原因。事件过后，法国总统马克龙宣布启动修复工作，文物暂时被转移到卢浮宫保存。
塞林娜在电影里说的这句话在现在来看似乎真的预测了未来，不知道是有心还是无心，让这部电影又多了几分神秘。